# Idexx Laboratories
IDEXX Laboratories, Inc. (NASDAQ: IDXX) — транснациональная корпорация, занимающаяся разработкой, производством и распределением продуктов и услуг для ветеринарии. Основана в 1983 году. Штаб-квартира находится в городе Уэстбрук, в штате Мэн, США. IDEXX проводит операции в 175 местах по всему миру, на корпорацию работает около 9000 человек. Основная деятельность IDEXX ориентирована на домашних животных. 
С 2016 года IDEXX Laboratories напрямую вышел в страны восточной Европы и Россию.
Официальный сайт Idexx в России https://www.idexx.com.ru/ru Архивная копия от 13 августа 2019 на Wayback Machine.